# Breeders' Cup Juvenile Turf Sprint
Breeders' Cup Juvenile Turf Sprint, är ett galopplöp i löpserien Breeders' Cup, som drivs av Breeders' Cup Limited, ett företag som bildades 1982. Det är ett Grupp 2-löp, det vill säga ett löp av näst högsta internationella klass. Första upplagan av Breeders' Cup Juvenile Turf Sprint reds 2018 över distansen 5,5 furlongs, ca 1100 meter, eller 0.6825 mile. Den samlade prissumman i löpet är 1 miljon dollar.

## Segrare
| År   | Häst              | Jockey            | Tränare         | Tid     | Grupp |
| ---- | ----------------- | ----------------- | --------------- | ------- | ----- |
| 2022 | Mischief Magic    | William Buick     | Charlie Appleby | 1:02.41 | I     |
| 2021 | Twilight Gleaming | Irad Ortiz Jr.    | Wesley Ward     | 0:56.24 | II    |
| 2020 | Golden Pal        | Irad Ortiz Jr.    | Wesley Ward     | 1:02.82 | II    |
| 2019 | Four Wheel Drive  | Irad Ortiz Jr.    | Wesley Ward     | 0:55.66 | II    |
| 2018 | Bulletin          | Javier Castellano | Todd Pletcher   | 1:05.54 |       |